# Montauban
Montauban là tỉnh lỵ của tỉnh Tarn-et-Garonne, thuộc vùng Occitanie của nước Pháp, có dân số là 51.855 người (thời điểm 1999).
Montauban là thành phố đông dân nhất tại Tarn-et-Garonne, và đông dân thứ sáu ở Languedoc Roussillon Midi Pyrenees xếp sau Toulouse, Montpellier, Nimes, Perpignan và Béziers. Trong năm 2013, thành phố đã có 57.921 người, được gọi là "Montalbanais". Thành phố đã được phân loại "Ville d'art et d'histoire" (thành phố của nghệ thuật và lịch sử) kể từ năm 2015.
Thành phố được xây dựng chủ yếu là gạch đỏ, tọa lạc bên hữu ngạn của sông Tarn ở hợp lưu của nó với Tescou.

## Lịch sử
Montauban là lâu đời nhất thứ hai (sau Mont-de-Marsan) của Bastides của miền nam nước Pháp. Nền tảng của nó có từ năm 1144 khi Bá tước Alphonse Jourdain của Toulouse, cấp cho nó một điều lệ tự do. Những cư dân đã được rút ra chủ yếu từ Montauriol, một ngôi làng mà đã lớn lên xung quanh tu viện lân cận của St Théodard.
Trong thế kỷ 13 thị trấn phải chịu nhiều từ sự tàn phá của chiến tranh Albigensian và từ Inquisition, nhưng do năm 1317 nó đã phục hồi đủ để được chọn bởi John XXII là người đứng đầu một giáo phận trong đó các vương cung thánh đường St Théodard trở thành nhà thờ.
Trong năm 1360, theo Hiệp ước Bretigny, nó đã được nhượng lại cho Anh; họ đã bị trục xuất bởi các cư dân trong 1414. Trong năm 1560 các giám mục và các quan tòa chấp nhận đạo Tin lành, trục xuất các tu sĩ, và phá hủy nhà thờ. Mười năm sau đó nó đã trở thành một trong bốn thành trì Huguenot dưới yên Saint-Germain, và thành lập một nước cộng hòa độc lập nhỏ. Đây là trụ sở chính của cuộc nổi loạn của Huguenot 1621, và thành công chịu đựng một cuộc bao vây 86 ngày bởi Louis XIII. Nó đã không nộp cho vương quyền cho đến sau sự sụp đổ của La Rochelle vào năm 1629, khi công sự của nó đã bị phá hủy bởi Đức Hồng y Richelieu. Những người Tin Lành lại bị đàn áp sau khi thu hồi của Sắc lệnh Nantes năm 1685.
Trong thế kỷ 17, vua Pháp bị thu hồi "l’Édit de Nantes". Montauban đã được coi như một thành phố trí tuệ. Bởi vì Montauban là một thị trấn Tin lành, nó bắt đầu để chống lại và giữ vị thế của mình chống lại quyền lực của hoàng gia và nó đã từ chối để cho lòng trung thành với vua Công giáo. Để xua đuổi đối thủ của vua và tăng tốc độ kết thúc cuộc bao vây, 400 súng thần công bị sa thải, nhưng Montauban chống lại và quân đội hoàng gia bị đánh bại. nhà thờ Saint Jacques vẫn được đánh dấu bởi các súng thần, và mỗi năm vào tháng, thành phố kỷ niệm "les 400 cuộc đảo chính" (400 ảnh), mà đã trở thành một cụm từ phổ biến ở Pháp.
Trong Thế chiến II, Mona Lisa của Leonardo da Vinci đã được lưu giữ một thời gian ngắn trong một hầm bí mật đằng sau một hầm rượu tại Montauban.

## Khí hậu
khí hậu Montauban là ôn đới và đại dương. Nhiệt độ khá nhẹ trong mùa đông và nóng vào mùa hè. Thị trấn trải qua đợt hạn hán nghiêm trọng trong năm 2003, 2006, 2012 và 2015. Ngày 31 tháng 8 năm 2015, khu vực Tarn-et-Garonne đã bị tàn phá bởi một làn sóng bão dữ dội. Cơn bão tạo ra một cơn lốc xoáy gây thiệt hại đáng kể trong một phần lớn của các bộ phận. Montauban đã bị ảnh hưởng đặc biệt, với sức gió đo giữa 130 và 150 km mỗi giờ (một kỷ lục) ở trung tâm thành phố.

## Những người con của thành phố
- Olympe de Gouges (1748-1793), nữ luật gia về quyền của phụ nữ
- Jean Auguste Dominique Ingres (1790-1867), họa sĩ
- Antoine Bourdelle (1861-1929), nhà điêu khắc và là nhà sư phạm
- Daniel Cohn-Bendit (sinh 1945), nhà xuất bản, chính trị gia
- Didier Rous (sinh 1970), vận động viên đua xe đạp

## Di tích

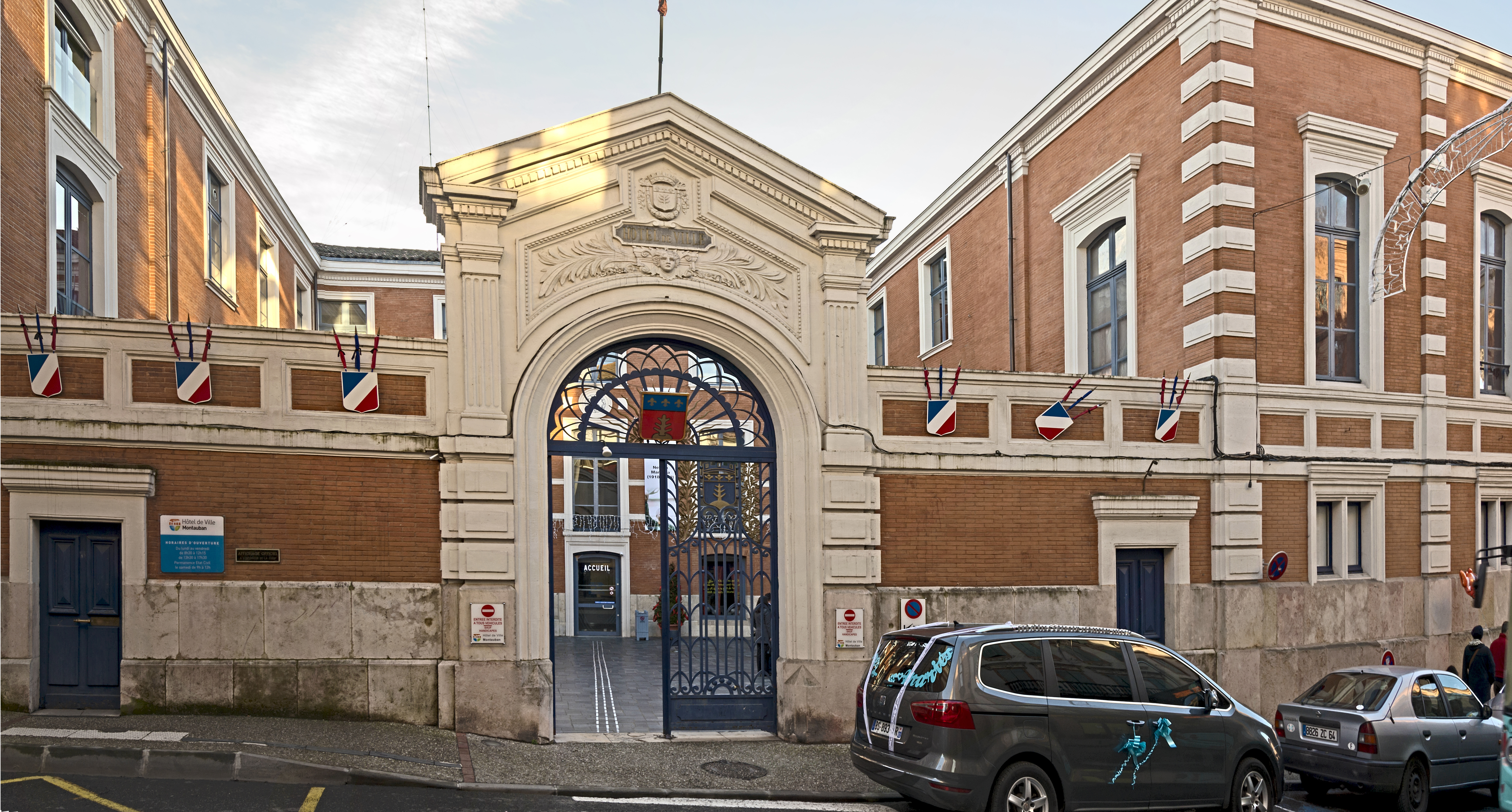
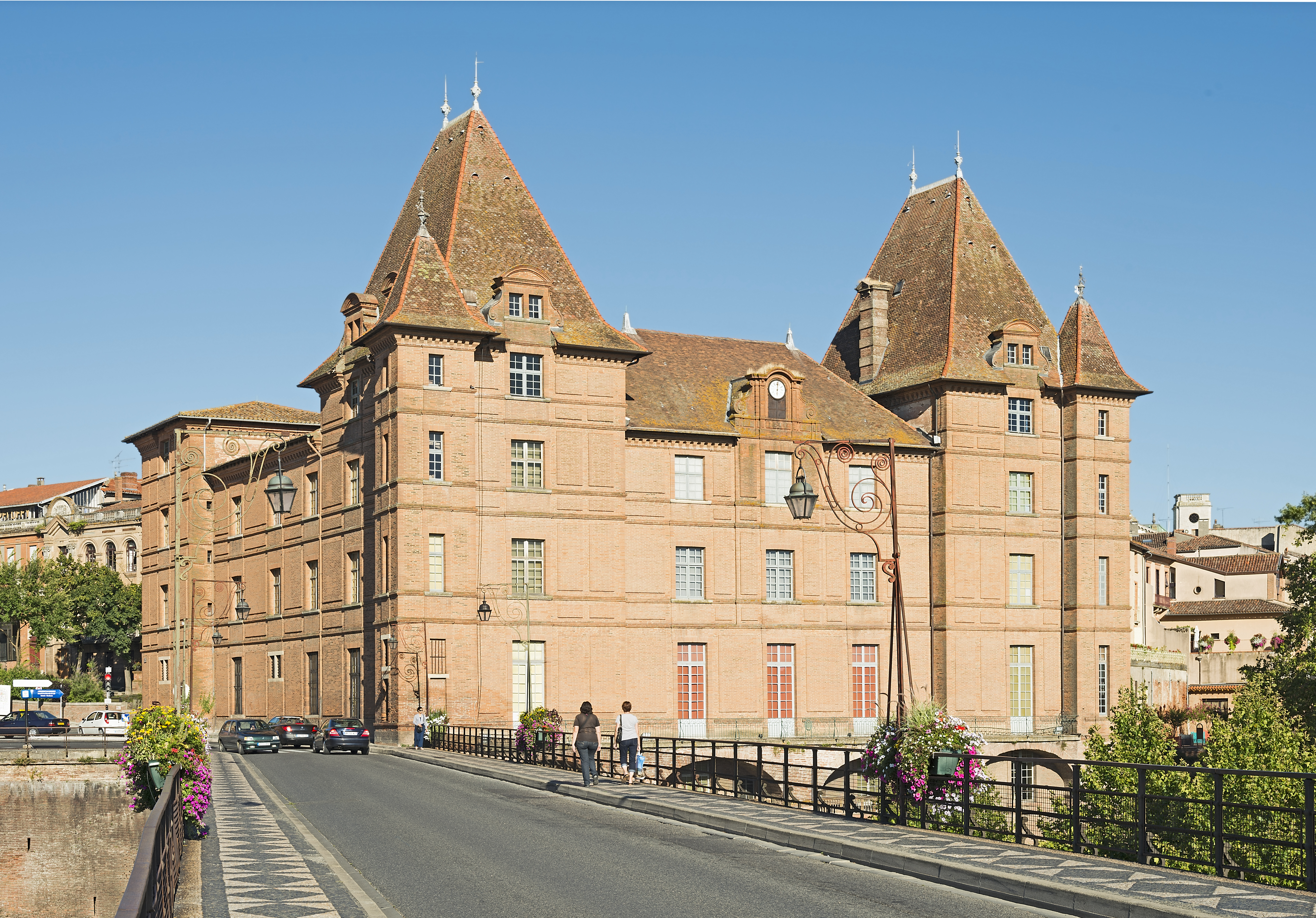
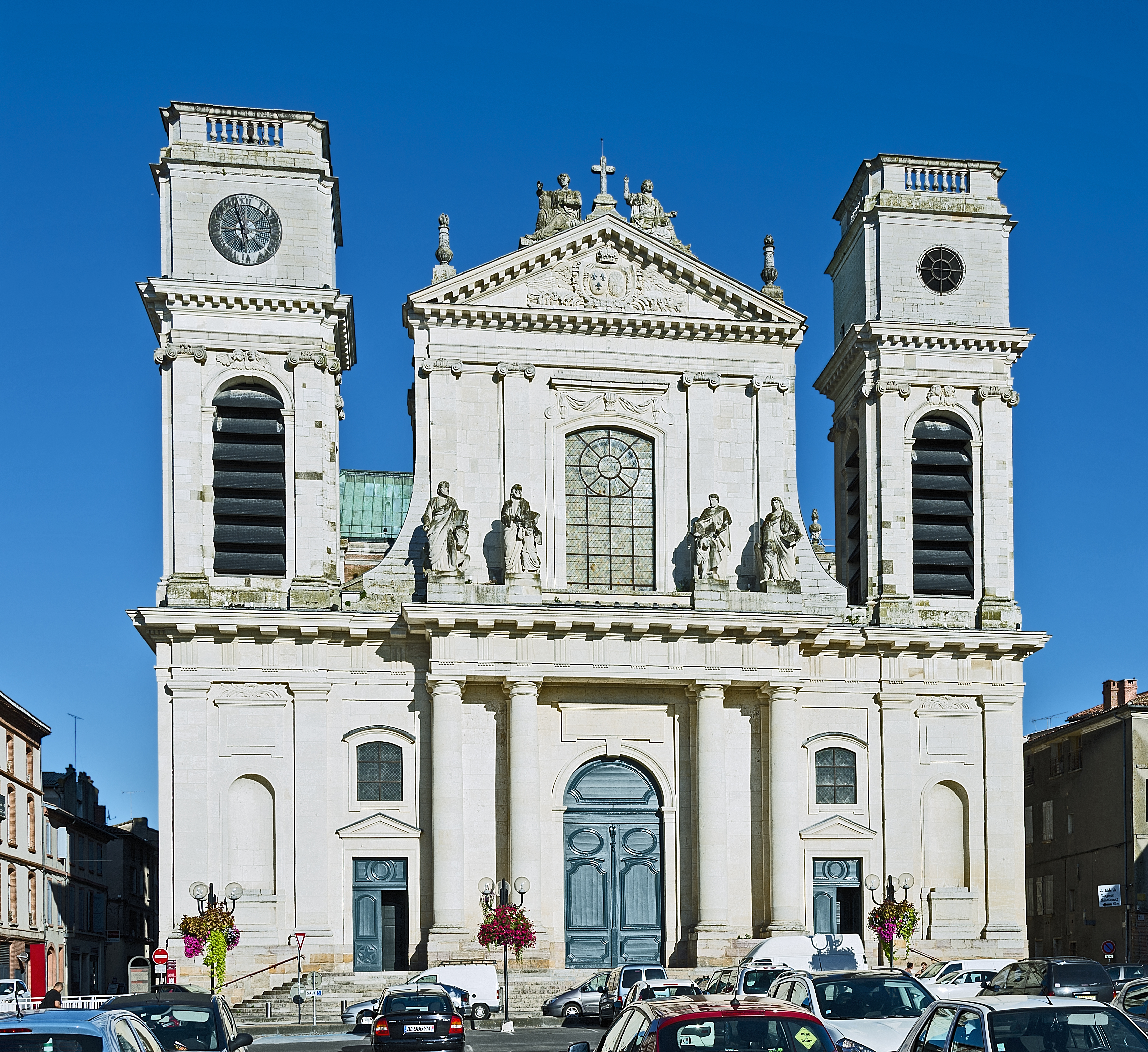